# Elber
Elber（エルベア）は、日本の女性アイドルグループ。アイドルグループ「Treble」のメンバー・大暴走天使るりがプロデュースを手掛けていた。

## 概要
Elberは2021年に結成された、キラフワ系アイドルグループ。「あなたに癒しを、居場所を、心の支えを。」がテーマになっている。プロデューサーの大暴走天使るりが属するロック系アイドルTrebleとは正反対の、かわいい系の正統派アイドルグループである。

## 略歴

### 2021年
- 5月28日、Trebleの公式Twitterにて、大天使るりプロデュースの新規アイドルグループ発足が発表され、メンバー募集が開始。

- 7月23日、初期メンバーの4人「乃ヰ(のい) のい」、「戉亞(おちつぐ) なち」、「戌居(いぬい) かもね」、「小悪魔(こあくま) でび」 が発表された。

- 7月30日、渋谷Club Malcolmにて、グループ名「進撃の大天使るり軍団」としてのプレデビューお披露目ライブが開催された。

- 8月16日、メンバーの乃ヰのい、活動休止が発表された。

- 8月29日、デビュー日が決定。9月20日にお披露目ライブおよび新曲披露されることが決定。

- 9月9日、メンバーの乃ヰのい卒業[1]。

- 9月14日、メンバーの小悪魔でび脱退[2]。

- 9月20日、渋谷Club Malcolmにて、デビューライブ『Debut on stage ～はじまるよ～』開催。正式グループ名「Elber」およびロゴが発表された。

- 9月21日、Elber新メンバーオーディションの開催が発表された。

- 10月17日、Elberとして初の主催ライブ『It will start again』を新宿club SCIENCEにて開催。

- 10月20日、事務所に在籍中の小悪魔でび、復帰の情報が発表された[3]。

- 11月5日、Elber主催ライブ『愛の❤︎愛のあいすくりーむ』を渋谷Club Malcolmにて開催。「小悪魔(こあくま) でび」復帰、および「桃川(ももかわ) こはね」加入により、Elberは4人体制となる。

- 11月23日、メンバーの桃川こはね、活動休止となることが発表された[4]。新宿club SCIENCEにて『戉亞なち生誕祭 ～やべ、でっかい生誕祭ひらいちゃった～』開催。

- 12月2日、メンバーの小悪魔でび、活動休止が発表された[5]。

- 12月10日、公式YouTubeチャンネル開設。『愛の❤︎愛のあいすくりーむ』の音源公開。

- 12月31日、活動休止中のメンバー小悪魔でび、脱退が発表された[6]。

### 2022年
- 1月22日、メンバーの桃川こはね、活動再開が発表された[7]。

- 2月4日、公式Twitterアカウントで、2022年3月4日をもって戉亞なち・戌居かもねがグループを卒業することが発表された[8]。

- 3月4日、渋谷Club Malcolmにて、戉亞なち・戌居かもね卒業公演『やべっ！卒業になっちった！ついでに犬も連れてきます！』開催。2人の卒業に伴い、Elberは桃川こはね1人体制となる。

- 4月17日、新宿club SCIENCEにて、桃川こはね生誕祭『ぴんくに染める日』開催。

- 9月22日、新宿HEISTにて、Elber 1stワンマンライブ『You all will fall in love with me』開催。新メンバーの「居眠(いねむり) めい」が加入。Elberは2人体制となる。

- 12月18日、Elber主催ライブ『fall in LOVE with two』を新宿club SCIENCEにて開催。

### 2023年
- 1月16日、事務所公式Twitterにて、同事務所所属のTrebleのメンバーをサポートメンバーに迎え、期間限定でElberが5人で活動することが発表された[9]。

- 2月8日、新宿club SCIENCEにて、桃川こはね生誕祭『桃川こはね with 居眠めいバンド～Elber Band edition～』開催。バンドセットのライブにて新曲『夢の音色』を初披露。

- 5月28日、公式Twitterアカウントで、2023年5月31日の公演をもって居眠めいがグループを卒業、Elberは充電期間に入ることが発表された[10]。

- 5月31日、新宿HEISTにて、居眠めい生誕祭Elber 2nd ONEMAN『Sleep less night』開催。同日、メンバーの居眠めい卒業、Elberはグループ活動休止。以降、桃川こはねはソロ名義での活動となる。

## メンバー

### 現メンバー
| 名前       | よみ            | 誕生日 | メンバーカラー |
| ---------- | --------------- | ------ | -------------- |
| 桃川こはね | ももかわ こはね | 2月8日 | ピンク色       |

### 旧メンバー
| 名前       | よみ          | メンバーカラー | 備考               |
| ---------- | ------------- | -------------- | ------------------ |
| 乃ヰのい   | のい のい     | 緑             | 2021年9月9日卒業   |
| 小悪魔でび | こあくま でび | 紫色           | 2021年12月31日脱退 |
| 戉亞なち   | おちつぐ なち | 白色           | 2022年3月4日卒業   |
| 戌居かもね | いぬい かもね | 水色           | 2022年3月4日卒業   |
| 居眠めい   | いねむり めい | ミントグリーン | 2023年5月31日卒業  |

## 楽曲
- Magical World（2021/07/30～）
- Loveberry tree（2021/07/30～）
- みちしるべ（2021/07/30～）
- Loveきゅん（2021/09/20～）
- 愛の❤︎愛のあいすくりーむ（2021/11/05～）
- 今日もねずみさんは忙しい！（2022/04/17～）
- 雨の日バニラ（2022/09/22～）
- きゃらめるまきあ～と（2022/12/18～）
- 夢の音色（2023/02/08～）